# Karlovška županija
Karlovška županija (hrvaško Karlovačka županija) je ena izmed 21 županij Hrvaške. Glavno mesto županije je Karlovec.

## Upravna delitev
- Mesto Karlovec
- Mesto Ozalj
- Mesto Ogulin
- Mesto Slunj
- Mesto Duga Resa
- Občina Barilović
- Občina Bosiljevo
- Občina Cetingrad
- Občina Draganić
- Občina Generalski Stol
- Občina Josipdol
- Občina Kamanje
- Občina Krnjak
- Občina Lasinja
- Občina Netretić
- Občina Plaški
- Občina Rakovica
- Občina Ribnik
- Občina Saborsko
- Občina Tounj
- Občina Vojnić
- Občina Žakanje